# 낙소스의 아리아드네

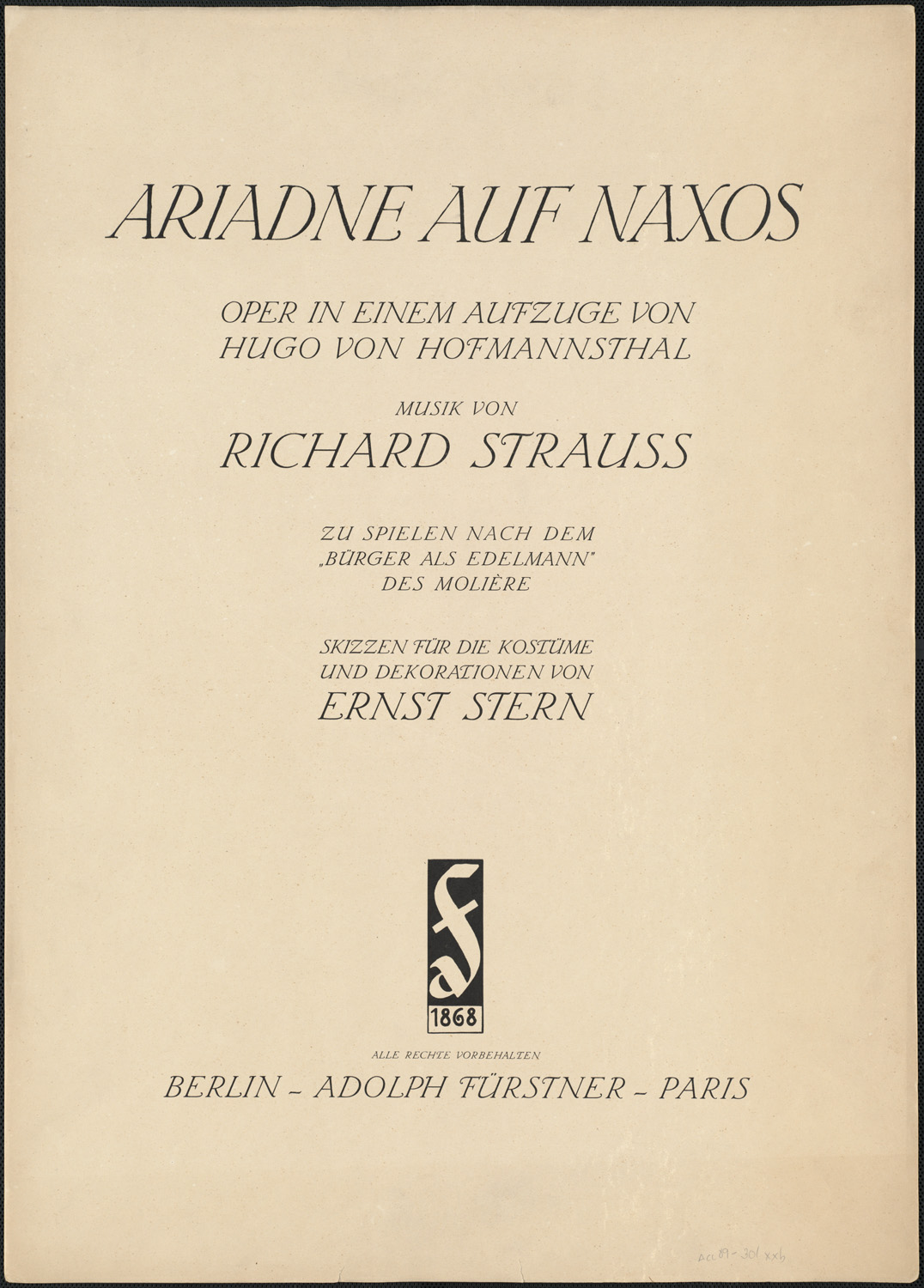

《낙소스의 아리아드네》(독일어: Ariadne auf Naxos) Op.60-1는 리하르트 슈트라우스가 작곡하고 휴고 폰 호프만스탈이 대본을 작성한 독일어 오페라이다. 1912년 10월 25일 슈투트가르트의 Hoftheater에서 초연되었다. 개정판은 1916년 10월 4일 빈의 빈 주립극장에서 초연되었다. 줄거리는 주로 낙소스와 아리아드네는 아리아드네와 박쿠스에 관한 그리스 신화를 재작업하는 내용이다.

## 등장인물
| 배역                   | 성악 부분           | 초연, 1912년 10월 25일 리하르트 슈트라우스 지휘 | 초연, 1916년 10월 4일 (개정판) 프란츠 샬크 지휘 |
| 서막과 본막            | 서막과 본막         | 서막과 본막                                     | 서막과 본막                                     |
| ---------------------- | ------------------- | ----------------------------------------------- | ----------------------------------------------- |
| 프리 마돈나/아리아드네 | 소프라노            | Maria Jeritza                                   | Jeritza                                         |
| 테너/바쿠스            | 테너                | Hermann Jadlowker                               | Béla vonb Környey                               |
| 체르비네타             | 콜로라투라 소프라노 | Margarthe Siems                                 | Selma Kurz                                      |
| 하를레킨, a player     | 바리톤              |                                                 | Hans Duhan                                      |
| 스카라무초, a player   | 테너                |                                                 |                                                 |
| 트루팔디노, a player   | 베이스              |                                                 |                                                 |
| 브리겔라, a player     | 테너                |                                                 |                                                 |
| 서막                   |                     |                                                 |                                                 |
| 작곡가                 | 메조소프라노        |                                                 | Lotte Lehmann, in for Marie Gutheil-Schoder     |
| 그의 음악 선생         | 바리톤              |                                                 | Duhan                                           |
| 무용 선생              | 테너                |                                                 |                                                 |
| 가발 제조자            | 바리톤              |                                                 |                                                 |
| 하인                   | 베이스              |                                                 |                                                 |
| 관리                   | 테너                |                                                 |                                                 |
| 집사장                 | 대사                |                                                 |                                                 |
| 본막                   |                     |                                                 |                                                 |
| 나이아드, 님프         | 하이 소프라노       |                                                 |                                                 |
| 드리아드, 님프         | 콘트랄토            |                                                 |                                                 |
| 에코, 님프             | 소프라노            |                                                 |                                                 |
| 하인들                 |                     |                                                 |                                                 |

## 악기편성
- 목관악기: 플루트2(2번은 피콜로 겸함), 오보에2, 클라리넷2, 바순2
- 금관악기: 호른2, 트럼펫, 트롬본
- 타악기: 팀파니, 큰북, 작은북, 탬버린, 심벌즈, 트라이앵글, 글로켄슈필
- 건반악기: 피아노
- 현악기: 하프, 현5부(4, 4, 4, 4, 2)

## 줄거리
- 장소: 고대 낙소스 섬과 근대 빈

### 서막
- 빈의 한 살롱

### 본막
- 낙소스 섬

## 유명한 아리아
Als ein Gott Kam jeder gegangen, und sein Schritt schon machte mich stumm, sumi jo